# Сюзън Симънс
Сюзън Симънс (на английски: Suzanne Simmons) е американска писателка на бестселъри в жанра съвременен и исторически любовен роман. Пише и като Сюзън Симънс Гънтръм (на английски: Suzanne Simmons Guntrum), и под псевдонимите Сюзън Симс (на английски: Suzanne Simms), и като Елизабет Гест (на английски: Elizabeth Guest) за паранормалните си романси.

## Биография и творчество
Сюзън Симънс Гънтръм е родена на 29 август 1946 г. в Сторм Лейк, Айова, САЩ. Още на 9 години се запалва по романтичната литература, след като прочита „Отнесени от вихъра“.
Учи във Форт Лий, Ню Джърси. След завършването на колежа през 1964 г. се омъжва за Рей Гънтръм. Има един син – Стивън. През 1968 г. работи като учител по английски език в гимназия „Старт“ в Толидо, Охайо. В периода 1969-1972 г. е надзорник в „Охайо Белл“ в Толидо.
През 1973 г. се насочва към писането на романтична литература. През 1979 г. е публикуван първият ѝ романс „From This Day Forward“ под моминското ѝ име.
Произведенията на писателката често са в списъците на бестселърите. През 1998 г. е удостоена с награда за цялостно творчество за съвременните си романси от списание „Romantic Times“.
През своя живот, освен да пише и да говори, тя много обича да пътува и да гледа документални филми.
Сюзън Симънс умира след кратко боледуване на 28 декември 2008 г. във Форт Уейн, Индиана.

## Произведения

### Като Сюзън Симънс

#### Самостоятелни романи
- From This Day Forward (1979)
- Touch the Wind (1979)
- Winter Wine (1979)
- The Tempestuous Lovers (1982)
- As Night Follows Day (1982)
- The Genuine Article (1987)
- Desert Rogue (1992)
- Diamond in the Rough (1994)
- Сълзите на милейди, Bed of Roses (1995)
- Принцеса Сесил, You and No Other (1998)
- The Golden Raintree (2004)

#### Серия „Мъж“ (Man)
1. The Paradise Man (1997)
2. No Ordinary Man (1998)
3. Lady's Man (1999)

#### Серия „Индиана“ (Indiana)
1. Lip Service (2001)
2. Sweetheart, Indiana (2004)
3. Goodnight, Sweetheart (2005)

### Като Сюзън Симънс Гънтръм

#### Самостоятелни романи
- Christmas in April (1986)
- Made in Heaven (1988)
- Golden Raintree (1990)
- Home in His Arms (1991)

### Като Сюзън Симс

#### Самостоятелни романи
- Moment in Time (1982)
- Of Passion Born (1982)
- So Sweet a Madness (1983)
- A Wild, Sweet Magic (1983)
- All the Night Long (1983)
- Only This Night (1984)
- Dream within a Dream (1984)
- Nothing Ventured (1985)
- Moment of Truth (1986)
- Genuine Article (1988)
- Made in Heaven (1989)
- Златна треска, Not Her Wedding! (1992)

#### Серия „Опасности“ (Hazards, Inc.)
1. Тайната на Клеопатра, The Brainy Beauty (1994)
2. The Pirate Princess (1994)
3. The Maddening Model (1995)
4. The Wilful Wife (1999)

#### Сборници
- Marry Me... Again ! (1994) – с Джасмин Кресуел и Ребека Уинтърс
- Wilful Wife / Chase is on (2006) – с Бренда Джаксън

#### Участие в общи серии с други писатели

##### Серия „Тук идват младоженците“ (Here Come the Grooms)
- Златна треска, Not His Wedding! (1992)

от серията има още 18 романа от различни автори

### Като Елизабет Гест

#### Серия „Възродените фараони“ (Pharaohs Rising)
1. Night Life (2007)
2. Night Hunger (2008)